# Jane Bowles
Jane Bowles (nata Jane Sydney Auer; 22 febbraio 1917 – 4 maggio 1973) è stata una scrittrice e drammaturga statunitense.
Nel 1943 è stato pubblicato il suo romanzo Two Serious Ladies.
Ha avuto una relazione con Libby Holman.
Il personaggio di Kit Moresby del romanzo Il tè nel deserto di Paul Bowles, interpretato da Debra Winger nell'omonimo film di Bernardo Bertolucci, è ispirato a Jane Bowles.